# Флиз, Доминик Пьер де ля
Доминик Пьер де ля Флиз, или Демьян Петрович Флиз (фр. Dominique Pierre de la Flise; 18 декабря 1787, Нанси, Франция — 1861, Нежин, Черниговская губерния) — этнограф, исследователь, художник, публицист, доктор медицины, хирург Императорской Московской медико-хирургической академии, член Императорского академического медицинского, Виленского и Киевского обществ, старший врач Киевских государственных имуществ, надворный советник.

## Биография
Француз по происхождению, бо́льшую часть жизни проживший в Российской империи на Украине.
Родился в Нанси в семье врача. Образование получил во Франции в Королевском медицинском колледже. Врач-фармацевт.
Вступил во французскую армию Наполеона. Был зачислен в медицинскую службу.
Служил в чине капитана Второго гренадерского полка помощником главного хирурга французской армии и императорской гвардии Наполеона Доминика Ларрея. В ноябре 1812 года под Смоленском получил ранение и был взят в плен русской армией.
После выздоровления не захотел возвращаться во Францию, хотя имел такую возможность. Сначала Доминик Пьер де ля Флиз проживал в России, затем переехал на Украину. Женился на Софье Маркевич, племяннице генерал-лейтенанта Василия Гудовича.
Благодаря протекции генерала, в 1820-х годах получил должность врача государственных имуществ Киевской губернии. В Российской империи Флиз стал профессором Императорской Московской медико-хирургической академии, членом Императорского академического медицинского, а затем Виленского и Киевского обществ, членом комиссии при Императорском университете святого Владимира в Киеве, старшим врачом управления Киевских государственных имуществ, получил титул надворного советника.

## Научная деятельность
В 1845 году по программе Русского географического общества начал исследование «медицинской географии» Киевской губернии с целью выяснения влияния окружающей среды на здоровье человека. Во время путешествий по селам и городкам Киевской собрал и обобщил большой фактический материал, на основании которого составил комплексную характеристику жизни украинского населения.
Дал описание расселения украинцев методом историко-этнографического районирования. Именно ему Русский географический союз доверил работу «Этнографические описания крестьян Киевской губернии, а в особенности состоящих в Государственных имуществах, и разные местные исторические памятники, древности и рисунки».
В 1860 году Доминик Пьер де ля Флиз создал русско-украинский словарь (малороссийско-русский словарь), преимущественно для собственного использования, в котором имеется 1152 различных определений явлений культуры и быта и касаются хозяйственной деятельности, семейного, общественного быта, орудий труда, транспортных средств, народных блюд, обрядности, верований, развлечений, игровой культуры.
Д. Флиз — автором мемуаров о военной кампании 1812 года и описания восстания Черниговского полка. Им составлен перечень лиц (свыше 3000), с которыми автор встречался во Франции, на Балканах, в Италии, России, на Украине. Труд де ля Флиза составили девять рукописных альбомов по различным аспектам культуры и быта Украины, их хозяйственной деятельности, природы, топографии края. Наибольший из альбомов — медико-топографическое описание Киевской округи (1854), написанный на французском и русском языках, и дополненный несколькими сотнями цветных рисунков, сделанных самим автором.
Из-за того, что Доминик Пьер де ля Флиз был медиком, его целью был сбор материалов по медицинской географии, то есть исследования влияния окружающей среды на здоровье человека. Описания касаются преимущественно двух регионов Украины Полесья и Приднепровья (территории нынешних Киевской, Житомирской и Черкасской областей).
В альбоме «Этнографическое описание крестьян Киевской губернии» автор зафиксировал много преданий, легенд, сведений о памятниках старины. Показал отличительные черты в этнографии различных уездов и даже сельских обществ (общин). Поместил много сведений о государственных владениях с приложением рисунков, выполненных им самим. На своих рисунках Доминик Пьер де ля Флиз также изображал многочисленные виды животного и растительного мира.
Доминик Пьер де ля Флиз ушёл в отставку в 1858 г. с титулом надворного советника.
Умер в 1861 году в Нежине.

## Альбомы Доминика Пьера де ля Флиза
Альбомы Доминика Пьера де ля Флиза были созданы по программам Комиссии для описания губерний Киевского учебного округа и Русского географического общества в течение 1848—1857 годов.
- Первый альбом — «Медико-топографическое описание государственных имуществ Киевского округа ...». — Киев, 1854. Хранится в ЦНБ (Киев).
- Второй альбом — текстовый без иллюстраций, идентичный первому. — Киев, 1857 г. сохраняется в ЦНБ (Киев).
- Третий альбом — «Этнографическое описание крестьян Киевской губернии …» — Киев, 1854. Принадлежал Церковно-археологическому музею при Киевской духовной академии, впоследствии архимандриту Евгений Волховитинову, а в 1920-х г. — Д. Ф. Красицкому. Сейчас хранится в ЦНБ (Киев).
- Четвёртый альбом — эскизов поселений (без года и названия; по мнению специалистов, был подготовлен в 1851 г., Поскольку на одном рисунке стоит эта дата). Хранится в ЦНБ (Киев).
- Пятый альбом — «Костюмы крестьян … округов Киевского, Сквирского и Черкасского, нарисованные для составления медико-топографического описания ...» — 1851 г. Находится в ЦНБ (Киев).
- Шестой альбом — «Краткая этнография Киевской губернии …» — Сквира, 1854. Сейчас — в архиве АН России (СПб).
- Седьмой альбом — «Медико-топографическое описание … Киевского округа.» — 1848 г. Сейчас хранится в Черниговском областном историческом музее.
- Восьмой альбом — «Медико-топографическое описание … Сквирского уезда.» — Малая Чернявка, Сквирского уезда, 1849 г. Сейчас хранится в Черниговском областном историческом музее.
- Девятый альбом рисунков (археология, портреты), без даты. Хранится в Черниговском областном историческом музее.